# Budníček temný
Budníček temný (Phylloscopus fuscatus) je malý druh hmyzožravého pěvce z čeledi budníčkovitých (phylloscopidae).

## Rozšíření
Obývá především tajgu, rašeliniště a vlhké louky. Hnízdí ve východní Asii a na zimu migruje do jihovýchodní Asie. Občas se zatoulá i do větších dálek. 11. října 2013 byl druh poprvé pozorován také v České republice v Jeseníkách na Červenohorském sedle. 

## Popis
Tvarem a velikostí připomíná budníčka menšího. Dorůstá až 14 centimetrů. Dospělý pták má melírově hnědou barvu a výrazné bílé nadoční proužky. Zbarvení mladých jedinců má olivový nádech. Hnízda si tento pěvec staví ve spodní vrstvě křoví. Klade 5 až 6 vajec.
Zpěv je monotónní. Volání se ozývá tvrdým tschik.

## Poddruhy
- Phylloscopus fuscatus fuscatus (Blyth, 1842)
- Phylloscopus fuscatus robustus Stresemann, 1923